# Tornado Sports Cars

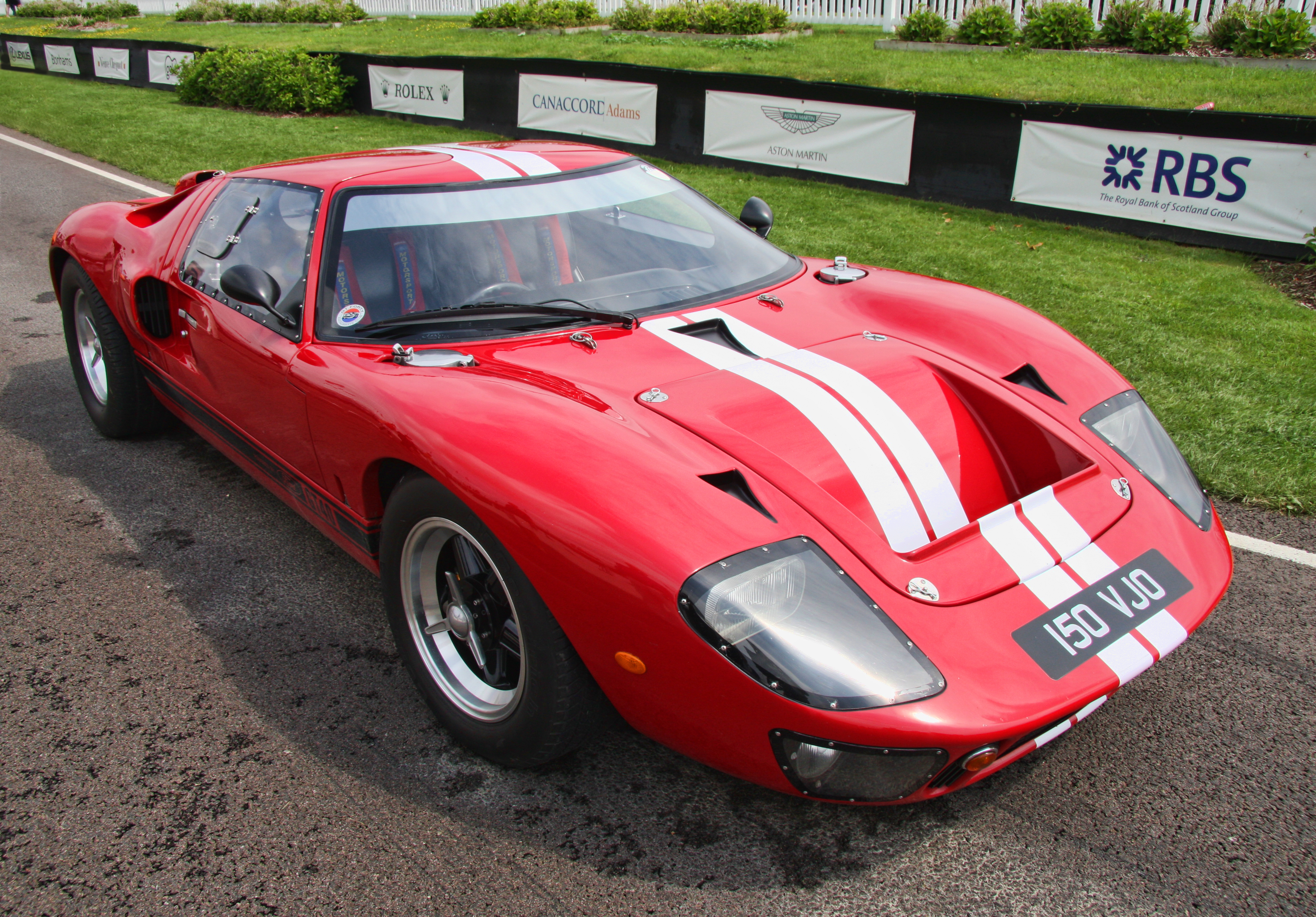
Tornado TS 40

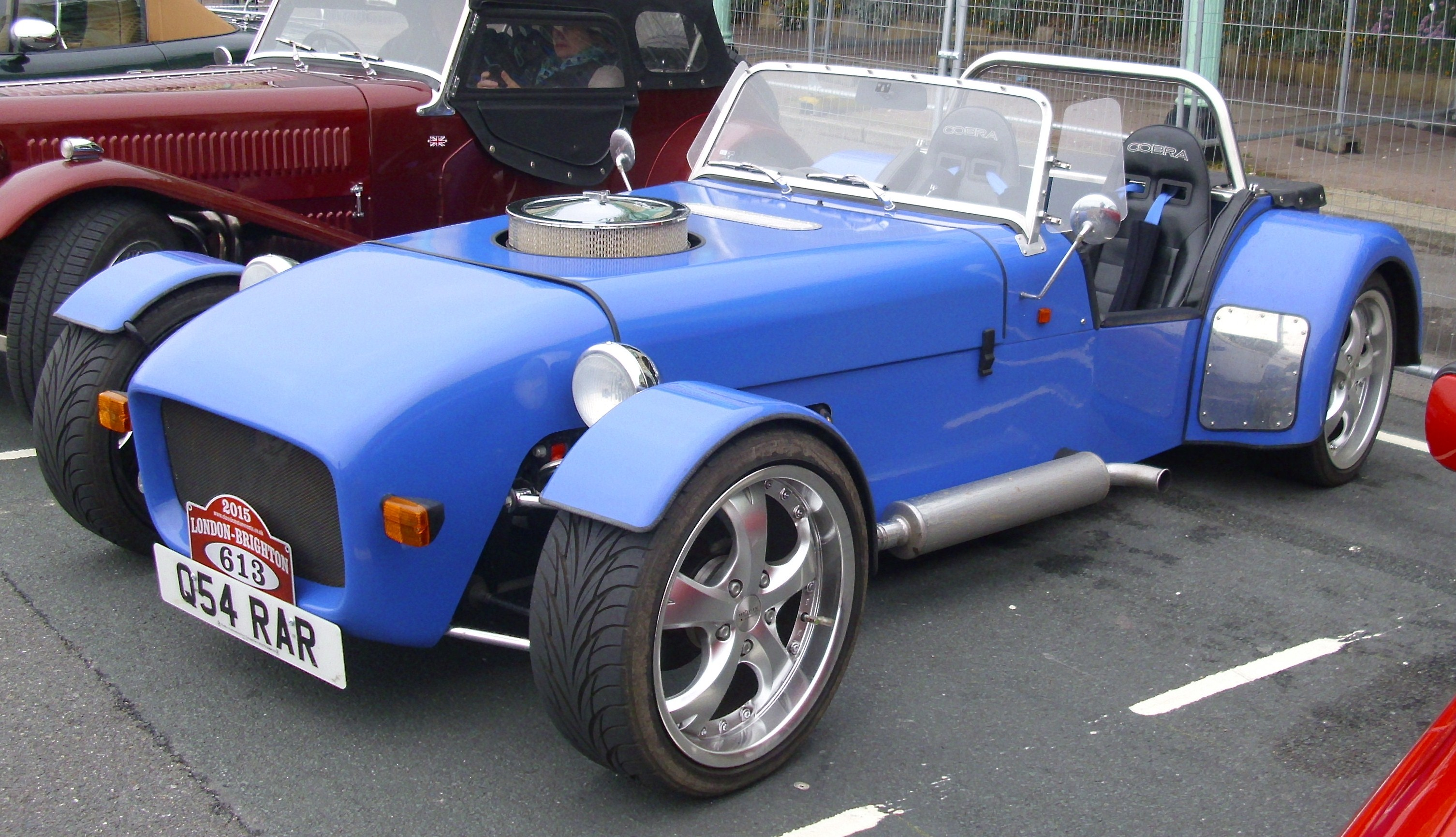
Tornado Raptor

Tornado Sports Cars ist ein britischer Hersteller von Automobilen.

## Unternehmensgeschichte
Alan Sheldon und sein Sohn Andrew Sheldon gründeten 1984 das Unternehmen in Kidderminster in der Grafschaft Worcestershire. Sie begannen mit der Produktion von Automobilen und Kits. Der Markenname lautet Tornado. 1997 zog sich Alan Sheldon aus dem Unternehmen zurück. Insgesamt entstanden bisher über 1000 Exemplare.

## Fahrzeuge
Das erste Modell war der M 6 GTR. Dies war die Nachbildung des Rennsportwagens McLaren M6 GT. Anfangs bildete das Fahrgestell vom VW Käfer die Basis. Später war es ein Spaceframe-Rohrrahmen, der V6- und V8-Motoren von Ford und Rover in Mittelmotorbauweise aufnahm. Zwischen 1984 und 1989 sowie zwischen 1997 und 2002 entstanden etwa 30 Exemplare.
Das erfolgreichste und derzeit einzige Modell ist der TS 40, auch TSC GT 40 genannt. Dies ist die Nachbildung des Ford GT 40. Ein Spaceframe-Rahmen bildet die Basis, wobei in der Vergangenheit einige Fahrzeuge ein Monocoque aus Stahl oder Aluminium erhielten. V8-Motoren treiben die Fahrzeuge an. Dieses Modell fand seit 1989 bereits etwa 950 Käufer.
Der Raptor ähnelte dem Lotus Seven, war allerdings etwas größer. Auf einen Spaceframe-Rahmen wurde eine offene zweisitzige Karosserie montiert. Ein V8-Motor trieb die Fahrzeuge an. Von diesem Modell entstanden zwischen 1999 und 2008 etwa 50 Exemplare.